# Martinsburg (Virgínia Ocidental)
Martinsburg é uma cidade localizada no estado norte-americano de Virgínia Ocidental, no Condado de Berkeley.

## Demografia
Segundo o censo norte-americano de 2000, a sua população era de 14.972 habitantes.
Em 2006, foi estimada uma população de 16.392, um aumento de 1420 (9.5%).

## Geografia
De acordo com o United States Census Bureau tem uma área de
13,0 km², dos quais 13,0 km² cobertos por terra e 0,0 km² cobertos por água. Martinsburg localiza-se a aproximadamente 149 m acima do nível do mar.

## Localidades na vizinhança
O diagrama seguinte representa as localidades num raio de 20 km ao redor de Martinsburg.